# Hospital Universitario de Navarra
El Hospital Universitario de Navarra (HUN) (Nafarroako Ospitale Unibertsitarioa (NOU) en euskera), previamente conocido como Complejo Hospitalario de Navarra (CHN), es un hospital público de la ciudad española de Pamplona nacido de la unificación de los antiguos Hospital de Navarra, Hospital Virgen del Camino y Clínica Ubarmin, así como al conjunto de actividades desarrolladas en la subdirección de ambulatorios y asistencia especializada, que comprende la actividad de consultas de especialistas que se desarrollan en el centro Príncipe de Viana, actividad de laboratorio y radiología que da soporte a la atención primaria, servicio de hospitalización a domicilio y asistencia especializada extrahospitalaria de los ambulatorios Doctor San Martín y Tafalla.
El Hospital Universitario de Navarra es el hospital público general de referencia del Servicio Navarro de Salud-Osasunbidea para la prestación de asistencia sanitaria especializada a los ciudadanos de la Comunidad Foral de Navarra y de otras comunidades autónomas en los servicios de referencia, y con carácter universal en la atención urgente.
Su actividad está orientada a la búsqueda de la mejora del nivel de salud de la población asistida y la satisfacción de sus usuarios, contribuyendo asimismo a la docencia pregrado, postgrado, la formación especializada y la investigación.

## Historia
El actual Hospital Universitario de Navarra tiene su orgien en la unificación llevada a cabo en 2010 por el Gobierno de Navarra, quien unió bajo el nombre de Complejo Hospitalario de Navarra / Nafarroako Ospitalgunea a todos los hospitales públicos del área de Pamplona (Hospital de Navarra, Hospital Virgen del Camino y Clínica Ubarmin), así como al conjunto de actividades desarrolladas en la subdirección de Ambulatorios y Asistencia especializada (Centro Príncipe de Viana, Ambulatorios Doctor San Martín y Tafalla).
En octubre de 2021 el complejo adopta su actual denominación, integrando en su nombre una condición legal (la de hospital universitario) con la que ya contaba desde 2018.
El Hospital de Navarra inició su construcción en 1906, a partir de una iniciativa privada y gracias a la cesión de terrenos del soto de Barañáin por parte de Concepción Benítez, por lo que en ocasiones fue denominado como Hospital de Barañáin. El proyecto fue diseñado por el arquitecto Enrique Epalza, asesorado por el médico Antonio Simonena. Estaba organizado en 29 edificios dispuestos en tres filas, con pabellones, capilla y viviendas para el personal. En 1913 se paralizaron las obras, estando la capilla y varios pabellones finalizados, cediendo los terrenos al Ayuntamiento de Pamplona. En 1928 fue nuevamente cedido al Estado para instalar el Patronato Nacional de Ciegos, reiniciándose las obras. Finalmente, en 1932-33, y tras la desaparición del patronato, la Diputación Foral de Navarra adquirió los terrenos y trasladó al lugar las instalaciones y enfermos del Hospital de Misericordia, edificio actualmente ocupado por el Museo de Navarra.
Durante los años 80s se realizaron diversas reformas y ampliaciones. En 1982 la Maternidad y Orfanato de Navarra se incorporó al Hospital de Navarra. Desde entonces se han seguido desarrollando nuevas ampliaciones y renovaciones integrales, como el nuevo edificio de Urgencia o la remodelación completa de los pabellones C y D. Actualmente forma el Edificio A del HUN-NOU.
El Hospital Virgen del Camino fue inaugurado en 1964 como residencia hospitalaria del Instituto Nacional de Previsión, y por ello fie conocido como La Residencia. Fue uno de los dos hospitales terciarios ubicados en Pamplona (junto al Hospital de Navarra) que cubría la asistencia sanitaria del Servicio Navarro de Salud-Osasunbidea. Actualmente es el Edificio B del HUN-NOU
La Clínica Ubarmin, localizada en el concejo de Elcano,del Valle de Egüés, a 10 kilómetros de Pamplona, fue inicialmente promovida por cuatro mutuas patronales de Navarra y Guipúzcoa con la intención de que fuera un gran centro de referencia regional para traumatismos y la rehabilitación. Diseñada por el arquitecto Fernando Redón y construida en 1975, actualmente constituye el Edificio D del HUN-NOU, albergando principalmente el servicio de Cirugía Ortopédica y Traumatología y la hospitalización del servicio de Rehabilitación.

## Datos generales
Todos los datos mostrados hacen referencia al 31 de diciembre de 2022.
El HUN es el centro de referencia para una población de 501.180 personas del Área de Salud de Pamplona, siendo hospital general para las zonas básicas de su ámbito territorial. Igualmente constituye un hospital terciario para toda Navarra, y en ocasiones para poblaciones limítrofes, por contar con ciertas especialidades únicas (Cirugía Vascular, Cirugía Torácica, Neurocirugía, etc.).

### Personal
Total: 9.186
- Médicos: 1.020 (97,5%  tiempo completo).
- Otros titulados superiores sanitarios: 38 (97,4% a tiempo completo).
- Enfermeros/as: 3.200 (71,9% a tiempo completo).
- Otros diplomados sanitarios: 385 (75,1% a tiempo completo).
- Técnicos sanitarios: 2.679 (81,6% a tiempo completo).
- Administración: 650 (84,6% a tiempo completo).
- Dirección y gestión: 84 (97,6% a tiempo completo).
- Otros (incluyendo celadores): 1.130 (80,8% a tiempo completo).

### Camas
Total: 1181 camas.
- Hospital de Navarra (HUN-A): 520 camas.

- Hospital Virgen del Camino (HUN-B): 450 camas.

- Clínica Ubarmin (HUN-D): 107 camas.

- Hospitalización domiciliaria: 104 camas.

### Quirófanos
Total: 87 quirófanos.
- Hospital de Navarra (HUN-A): 13 quirófanos.

- Hospital Virgen del Camino (HUN-B): 18 quirófanos.

- Clínica Ubarmin (HUN-D): 8 quirófanos.

- Quirófanos locales: 3 quirófanos.

- Puestos de la Unidad de Cirugía Mayor Ambulatoria: 45 quirófanos.

### Equipamiento de Alta Tecnología
Total: 324.
- Aceleradores lineales: 4.
- Angiógrafo digital: 1.
- Equipos de tomografía axial computarizado TAC: 8.
- Equipos de resonancia magnética: 4.
- PET (Tomógrafo por Emisión de Positrones): 1.
- SPECT (tomografía computarizada por emisión de fotón único), incluye dispositivos de Gammacámara: 2.
- Litotriptor por ondas de choque: 1.
- Densitómetro óseo de cuerpo entero:1.
- Mamógrafos: 4.
- Ecógrafos: 158.
- Equipos de hemodiálisis: 90.
- Sala de Hemodinámica: 1
- Sala RX Convencional: 27.
- Sala de electrofisiología cardiaca: 1.
- Incubadoras: 18.
- Paritorios: 3.

## Centros integrantes

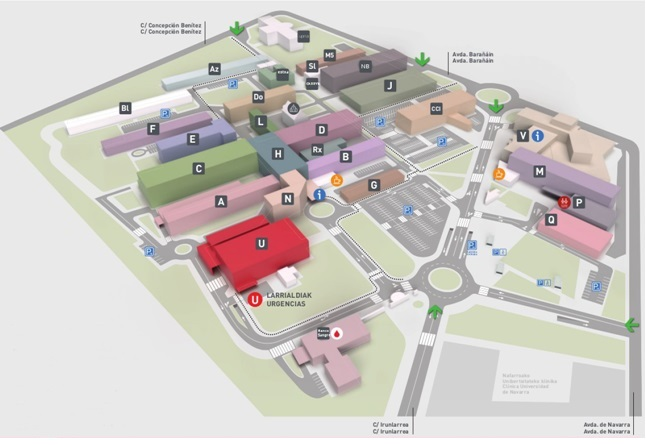
Mapa del complejo hospitalario del HUN en Irunlarrea

El HUN consta de varios centros que se integran en una única estructura de dirección y gestión. 
- HUN- A: antiguo Hospital de Navarra, configurado en pabellones, incluido en nuevo edificio de Urgencias, dotado de helipuerto.
- HUN-B: antiguo Hospital Virgen de Camino con dos áreas diferenciadas: área materno infantil y área general.
- HUN-C: integra las estructuras ambulatorias, extrahospitalarias y de asistencia especializada (Centro de Especialidades Príncipe de Viana y Centro de Consultas Externas Doctor San Martín, Ambulatorio de Tafalla, Centro Sanitario Conde Oliveto y los Centros de Atención a la Salud Sexual y Reproductiva CASSYR).
- HUN-D: antigua Clínica Ubarmin, dedicado a traumatología y ortopedia.

## Oferta Asistencial
| - Alergología - Análisis Clínicos - Anatomía Patológica - Anestesia, Reanimación y Terapéutica de Dolor - Angiología y Cirugía Vascular - Área de Cirugía - Área del Corazón - Cirugía Oral y Maxilofacial - Cirugía Ortopédica y Traumatología - Cirugía Pediátrica - Cirugía Plástica - Cirugía Torácica - Dermatología - Digestivo |  | - Endocrinología y Nutrición - Farmacia - Genética Médica - Geriatría - Hematología y Hemoterapia - Medicina Intensiva - Medicina Interna - Medicina Nuclear - Medicina Personalizada de Precisión - Medicina Preventiva e Higiene Hospitalaria - Microbiología - Nefrología - Neumología - Neurocirugía |  | - Neurofisiología - Neurología - Obstetricia y Ginecología - Oftalmología - Oncología Médica - Oncología Radioterápica - Otorrinolaringología - Pediatría - Psiquiatría - Radiofísica y Protección Radiológica - Radiología - Rehabilitación - Reumatología - Unidad del Sueño - Urgencias Generales - Urología |

Además incluye al Banco de Sangre y Tejidos de Navarra, ubicado dentro del recinto hospitalario de Irunlarrea en Pamplona.

## Docencia y Formación
La naturaleza docente  del HUN-NOU empieza en junio de 2018 una resolución de las Direcciones Generales de Universidades y de Recursos Educativos del Gobierno de Navarra. La colaboración en la docencia está vinculada estrechamente a la Universidad Pública de Navarra (UPNA), mediante su Facultad de Ciencias de la Salud (grados de Medicina, Enfermería, Fisioterapia y Psicología), su Escuela Técnica Superior de Ingeniería Agronómica y Biociencias (Biotecnología, Ciencia de Datos y Ciencias) y su Facultad de Ciencias Humanas y Sociales (grado en Trabajo Social). Igualmente colabora con la Universidad de Navarra (UN) en sus grados de Medicina Enfermería y Farmacia. También existe colaboración en la formación de los técnicos de grado medio y superior de la rama sanitaria dependientes del Departamento de Educación del Gobierno de Navarra.
El HUN tiene acreditación docente para la formación sanitaria especializada en 37 especialidades diferenciadas, sumándose cada año 73 nuevos residentes MIR (con una duración de entre 3 y 5 años), para hacer un total de 300 profesionales en formación especializada.
Durante el año 2022 contó con el siguiente número de estudiantes de pregrado, sumando un total de 1.742 estudiantes, destacando 758 estudiantes de enfermería, 573 estudiantes de medicina y 120 estudiantes de fisioterapia, con un total de 7 pregrados universitarios. 
En cuanto a los grados de Formación Profesional en 2022 había un total de 153 estudiantes, destacando 94 estudiantes de técnico de auxiliar de enfermería, 18 estudiantes de técnico de imagen para el diagnóstico y 16 estudiantes de técnico de laboratorio, sumando un total de 10 titulaciones de FP.
Por último, también colabora con alumnos de máster y Expertos Universitarios, con un total de 62 alumnos, siendo Experto de Urgencias (UPNA) con 20 estudiantes, Experto en Quirófano (UPNA) con 16 estudiantes, Experto en Oncología (UPNA) con 12 estudiantes y máster en Ingeniería Biomédica (UPNA) con 10 estudiantes los títulos con mayor número de alumnos aportan.

## Investigación
La investigación sanitaria constituye un elemento clave en el progreso del HUN-NOU, ya que impulsa la innovación, promueve el conocimiento e incrementa el prestigio. 
El Hospital Universitario de Navarra considera la investigación como uno de los ejes a impulsar, persiguiendo la mejora constante para posicionarse como un hospital pionero dentro del marco de investigación nacional e internacional.
El HUN-NOU cuenta con el marco "Programa de Promoción de la Investigación del Servicio Navarro de Salud" que, aunque su elaboración data de 2013, mantiene vigente muchas de las propuestas y líneas de acción planteadas.
Otro de los hitos del hospital ha sido la asociación del HUN con otros centros de investigación para constituir en 2010 el Instituto de Investigación Sanitaria de Navarra, conocido como IdisNA. Este instituto, formado por el propio hospital junto a la Clínica Universidad de Navarra (CUN), la Universidad Pública de Navarra (UPNA), la Universidad de Navarra (UN), el Centro de Investigación Médica Aplicada (CIMA), Navarrabiomed, el Instituto de Salud Pública y Laboral de Navarra (ISPLN) y el servicio de Atención Primario del SNS-O, constituye un espacio de investigación biomédica multidisciplinar y traslacional orientado a la investigación básica, clínica, epidemiológica y en servicios de salud.
En el año 2012 el Departamento de Salud del Gobierno Foral impulsó la creación del Centro de Investigación Biomédica - Navarrabiomed dentro del recinto hospitalario del HUN, gestionado por la Fundación Miguel Servet, con el fin de promover, facilitar y realizar investigación biomédica para implementar y desarrollar terapias que mejoren la calidad del sistema público sanitario.
En el año 2021, se constituye la Comisión de Investigación del Hospital Universitario de Navarra para abordar el contenido específico de investigación que anteriormente estaba vinculado a la Formación Continuada en una misma comisión.

## Accesos

### Automóvil
El Edificio HUN-A (Antiguo Hospital de Navarra) cuenta con accesos desde varias calles, siendo la entrada principal la de la Calle Irunlarrea. Igualmente existen accesos desde las Avenida de Barañáin y desde la Calle Concepción Benítez.
En cuanto al Edificio HUN-B (Antiguo Hospital Virgen del Camino) el acceso principal es, al igual que el HUN-A, desde la calle Irunlarrea, teniendo un acceso desde la Avenida de Navarra.
Dentro del recinto hospitalario que crean ambos edificios e varios aparcamientos tanto subterráneos como en superficie con estacionamiento regulado (zona azul (tiempo limitado 2h) y naranja (tiempo máximo de 24h)). El aparcamiento gratuito más cercano se encuentra ubicado a 10 minutos a pie, junto a la Biblioteca de Navarra en el barrio de Mendebaldea.
En cuanto al Edificio D (Clínica Ubarmin) el acceso se realiza a través de la carretera  NA-150  a la altura del polígono de Egüés. Dispone de aparcamiento gratuito en superficie.

### Transporte público

#### Villavesa
Las siguientes líneas de autobús del Transporte Urbano Comarcal disponen de al menos una parada en las inmediaciones del recinto hospitalario de Irunlarrea:
| Parada                                                  | Líneas       |
| ------------------------------------------------------- | ------------ |
| Avenida de Pio XII (Clínica Universitaria)              | 2 4 15 18 N1 |
| Avenida de Barañáin (Consultas Externas)                | 4 7 N2       |
| Calle Irunlarrea (Consultas Príncipe de Viana)          | 4            |
| Calle Irunlarrea (Hospital de Navarra)                  | 4            |
| Avenida de Barañáin (frente Hospital Virgen del Camino) | 7 19         |

#### NBUS
Las siguientes líneas de autobús del Transporte Interurbano de Navarra disponen de al menos una parada en las inmediaciones del recinto hospitalario de Irunlarrea:
| Parada                                         | Líneas          |
| ---------------------------------------------- | --------------- |
| Avenida de Pio XII, 41                         | 320 321 322 350 |
| Calle Irunlarrea (Consultas Príncipe de Viana) | 370 371 372     |

#### Clínica Ubarmin
El Edificio D (Antigua Clínica Ubarmin) cuenta con un servicio lanzadera de autobús que conecta la Estación de autobuses de Pamplona con la clínica operado por la compañía "La Burundesa".